# Алгофобія
Алгофо́бія (грец. ἄλγος — біль, φόβος — страх, боязнь) — одна зі специфічних фобій, пов'язана зі страхом болю. Причиною її виникнення може стати пережитий раніше сильний біль.
Подібно до інших фобій, страх болю — це порушення, пов'язане зі станом тривоги, неспокою. Діагностика алгофобіі часто ускладнюється відносно слабкими її проявами: нерідко симптоми цієї хвороби списують на розлади сну або сприймають за депресію.